# Години (фільм)
«Години» (англ. The Hours) — британсько-американський драматичний фільм 2002 року режисера Стівена Долдрі, з Ніколь Кідман, Меріл Стріп і Джуліанн Мур у головних ролях. Стрічку знято на основі однойменного роману Майкла Каннінгема, який 1999 року приніс авторові Пулітцерівську премію. Фільм досліджує теми депресії, самогубства, гомосексуальності, нещасливого подружнього життя, і повязаний з книгою Вірджинії Вульф «Місіс Делловей».
Фільм також здобув низку нагород та номінацій, зокрема став переможцем у категорії «Найкращий фільм — драма» «Золотого глобусу» і отримав 9 номінацій премії «Оскар», з них одна перемога — Ніколь Кідман була відзначена нагородою за найкращу жіночу роль.

## Сюжет
Картину умовно поділено на три частини, у кожній з них зображено один день із життя головних героїнь, долі яких химерно пов'язані між собою та майже ідентичні.
1923 рік. Героїня Ніколь Кідман — британська письменниця Вірджинія Вульф, яка почала писати свою нову книгу «Місіс Делловей». Робота просувається повільно: у Вірджинії клінічна депресія, боїться домашньої прислуги і її постійно гнітять думки про самогубство, хоча вона й знаходиться під пильним наглядом та опікою свого чоловіка Леонарда, який кохає її та намагається всіляко допомогти. З відвідинами приїздить і сестра Ванеса з дітьми, але її візит тільки ускладнює емоційний стан письменниці й, прощаючись, Вірджинія імпульсивно й міцно цілує сестру.
1951 рік. Героїня Джуліанн Мур — американська домогосподарка Лора Браун вдруге вагітна, живе у Лос-Анджелесі зі своїм чоловіком Деном і маленьким сином Річі. Зовні це прекрасна родина, але насправді Лора почуває себе глибоко нещасною і вирішує звести рахунки з життям. В цей день у Дена — день народження і Лора з сином готують торт. До них зайшла сусідка Кітті, яка просить подивитися за її собакою, доки вона сама перебуватиме у лікарні. Кітті помітно нервується, хоча й каже, що її хвороба незначна. У відповідь Лора поцілувала Кітті, але та, хоч і знітилася, проте вдала, що нічого не сталося. Згодом Лора відвозить сина до няні, але Річі, побоюючись, що ніколи вже більше не побачить матір, біжить за автомобілем і просить не кидати його. Вона на сльози хлопчика не зважає, залишає його і їде до готелю, там наймає номер і, діставши декілька пляшечок з піґулками, починає читати книгу Вірджинії Вулф «Місіс Делловей». За читанням Лора засинає, прокинувшись, змінює своє рішення і їде за сином, повертається з ним додому святкувати день народження чоловіка.
2001 рік. Кларисса Воган, героїня Меріл Стріп, живе у Нью-Йорку і її день присвячений підготовці до вечірки з нагоди отримання важливої літературної премії Річардом Брауном — хворим на СНІД письменником, з яким вони зустрічалися ще в коледжі. Сама Кларисса — лесбійка і вже 10 років живе з партнеркою, але весь цей час продовжує піклуватися про Річарда. Він теж має гомосексуальну орієнтацію, але запевняє, що кохав Клариссу все своє життя і здавна, жартома, називає її «Місіс Делловей». Коли Кларисса приходить, щоб черговий раз нагадати Річарду про прийом увечері, він, на її очах, викидається з вікна своєї квартири й гине. Мати Річарда — Лора Браун, того ж дня приїздить до Кларисси. Вона розказує, що відразу після народження другої дитини, дочки, покинула Дена з дітьми й поїхала до Канади. Також зізнається, що розуміє, якого болю свого часу завдала Річардові і як, можливо, це вплинуло на його подальшу долю, але не жалкує і каже, що, на її думку, це краще аніж якби вона покінчила з собою, а жити так далі вона більше не могла: «Це була смерть. Я обрала життя». На той час і її чоловік, і дочка вже померли теж.
Закінчується картина самогубством Вірджинії Вулф і словами з її передсмертної записки, якими вона дякує своєму чоловікові за його любов:
|  | Завжди роки між нами. Завжди роки. Завжди кохання. Завжди години. Оригінальний текст (англ.) Always the years between us. Always the years. Always the love. Always the hours. |

## Сценарій
Сценарій фільму, написаний Дейвідом Геа, був високо оцінений критикою і здобув низку номінацій та нагород. В його основі — роман американського письменника Майкла Каннінгема «Години», який 1999 року приніс авторові Пулітцерівську премію.
За сюжетом, героїнь роману пов'язує між собою книга Вірджинії Вульф «Місіс Делловей». Своєю чергою, з цією книгою багато спільного має і сам роман «Години». Зокрема, в обох творах події розгортаються протягом одного дня і головним персонажем є жінка: у Вульф — це Кларисса Делловей, яка організовує вечірній прийом, а у Каннінгема — це Кларисса Воган, яка теж організовує вечірку, Лора Браун, яка готується до святкування дня народження чоловіка, і власне сама Вірджинія Вульф. Крім того, в «Годинах» всі жінки мають лесбійські нахили, а Кларисса з роману Вульф також колись кохала жінку, Саллі Сетон, але зрештою побралася з чоловіком, на ймення Річард. Спільною для обох творів є й тема психічних розладів, самогубства та нещасливого подружнього життя. На додаток, робочою назвою роману Вулф «Місіс Делловей» була «Години», і саме цю назву обрав для свого твору Каннінгем.
У книзі Каннінгема згадується Меріл Стріп: Клариссі Воган, дорогою до Річарда, здається, що вона нібито побачила акторку на вулиці, також вона думає, що це могла бути й Ванесса Редґрейв. Зрештою, у фільмі Клариссу зіграла саме Стріп, а Редґрейв свого часу виконала роль Кларисси Делловей в екранізації 1997 року роману Вірджинії Вульф «Місіс Делловей». Хоча, за зізнанням самого Майкла Каннінгема, він, коли писав роман, не планував його екранізувати й відповідно не було планів щодо знімання Меріл Стріп.

## Акторський склад та зйомки
| Актор(ка)         |  | Роль            |
| ----------------- |  | --------------- |
| Ніколь Кідман     |  | Вірджинія Вульф |
| Стівен Діллейн    |  | Леонард Вулф    |
| Міранда Річардсон |  | Ванесса Белл    |
| Ліндсі Маршал     |  | Лотті Гоуп      |
| Лінді Бассет      |  | Неллі Боксел    |
|                   |  |                 |
|                   |  |                 |

| Актор(ка)        |  | Роль         |
| ---------------- |  | ------------ |
| Джуліанн Мур     |  | Лора Браун   |
| Джон Сі Рейлі    |  | Ден Браун    |
| Джек Ровелло     |  | Річі Браун   |
| Тоні Коллетт     |  | Кітті Барлоу |
| Марго Мартіндейл |  | Місіс Леч    |
| Емі Карлсон      |  | Мішель       |
| Лі Гарлінгтон    |  | Джорджетт    |

| Актор          |  | Роль           |
| -------------- |  | -------------- |
| Меріл Стріп    |  | Кларисса Воган |
| Ед Гарріс      |  | Річард Браун   |
| Еллісон Дженні |  | Саллі Лестер   |
| Клер Дейнс     |  | Джулія Воган   |
| Джефф Денієлс  |  | Луїс Вотерс    |
|                |  |                |
|                |  |                |

- Ніколь Кідман, аби досягти схожості з Вірджинією Вулф, щоразу накладали грим протягом 2,5 годин, а також робили накладний ніс. Крім того, для цієї ролі акторка почала палити та навчилася вміло писати правою рукою, хоча сама є шульгою[5].
- Першою було знято частину про Клариссу Воган, потім — про Лору Браун і останньою — про Вірджинію Вульф[6].
- Майкл Каннінгем знявся у фільмі в одному з епізодів: героїня Меріл Стріп проходить повз нього дорогою до квіткового магазину[7].
- Айлін Аткінз, яка зіграла роль Барбари, продавця у квітковому магазині з епізоду з Клариссою Воган, була авторкою сценарію фільму «Місіс Делловей» 1997 року[7].

## Музика
Музику до фільму написав американський композитор Філіп Ґласс. Її було відзначено премією БАФТА, а також номіновано на здобуття премій «Оскар», «Золотий глобус», «Греммі».

## Нагороди та номінації
Картина отримала численну кількість нагород та номінацій, а також, в цілому, схвальні відгуки критики й аудиторії. За рецензіями рейтинг стрічки на Rotten Tomatoes склав 81 %, сайт IMDb зібрав на неї у своїй базі понад 600 рецензій. У рейтингу найкасовіших фільмів 2002 року картина посіла 56 місце.
| Рік  | Нагорода                                                | Категорія                                                                                | Номінант | Результат |
| ---- | ------------------------------------------------------- | ---------------------------------------------------------------------------------------- | --- | --------- |
| 2002 | Національна рада кінокритиків США                       | Найкращий фільм                                                                          | | Перемога  |
| 2002 | Національна рада кінокритиків США                       | Найкращі десять фільмів року                                                             | | Перемога  |
| 2002 | Премія Спілки кінокритиків Бостона                      | Найкращий актор другого плану                                                            | Джон Сі Рейлі | 2 місце   |
| 2002 | Премія Спілки кінокритиків Бостона                      | Найкраща акторка другого плану                                                           | Тоні Коллетт | Перемога  |
| 2002 | Премія Спілки кінокритиків Лас-Вегаса                   | Найкращий актор другого плану                                                            | Джон Сі Рейлі | Перемога  |
| 2002 | Премія Спілки кінокритиків Лас-Вегаса                   | Найкраща акторка                                                                         | Ніколь Кідман | Перемога  |
| 2002 | Премія Асоціації кінокритиків Лос-Анджелеса             | Найкраща акторка                                                                         | Джуліанн Мур | Перемога  |
| 2003 | Премія «Оскар»                                          | Найкращий фільм                                                                          | Скотт Рудін, Роберт Фокс | Номінація |
| 2003 | Премія «Оскар»                                          | Найкраща режисерська робота                                                              | Стівен Долдрі | Номінація |
| 2003 | Премія «Оскар»                                          | Найкраща жіноча роль                                                                     | Ніколь Кідман | Перемога  |
| 2003 | Премія «Оскар»                                          | Найкраща чоловіча роль другого плану                                                     | Ед Гарріс | Номінація |
| 2003 | Премія «Оскар»                                          | Найкраща жіноча роль другого плану                                                       | Джуліан Мор | Номінація |
| 2003 | Премія «Оскар»                                          | Найкращий адаптований сценарій                                                           | Девід Хеа | Номінація |
| 2003 | Премія «Оскар»                                          | Найкраща музика до фільму                                                                | Філіп Ґласс | Номінація |
| 2003 | Премія «Оскар»                                          | Найкращий дизайн костюмів                                                                | Енн Рот | Номінація |
| 2003 | Премія «Оскар»                                          | Найкращий монтаж                                                                         | Пітер Бойл | Номінація |
| 2003 | Берлінський кінофестиваль                               | Золотий ведмідь                                                                          | Стівен Долдрі | Номінація |
| 2003 | Берлінський кінофестиваль                               | Срібний ведмідь найкращій акторці                                                        | Ніколь Кідман, Меріл Стріп, Джуліан Мор | Перемога  |
| 2003 | Берлінський кінофестиваль                               | Приз «Берлінер Моргенпост»                                                               | Стівен Долдрі | Перемога  |
| 2003 | Премія БАФТА                                            | Найкращий фільм                                                                          | Скотт Рудін, Роберт Фокс | Номінація |
| 2003 | Премія БАФТА                                            | Найкращий британський фільм                                                              | Скотт Рудін, Роберт Фокс, Стівен Долдрі | Номінація |
| 2003 | Премія БАФТА                                            | Найкраща режисура                                                                        | Стівен Долдрі | Номінація |
| 2003 | Премія БАФТА                                            | Найкраща жіноча роль                                                                     | Ніколь Кідман | Перемога  |
| 2003 | Премія БАФТА                                            | Найкраща жіноча роль                                                                     | Меріл Стріп | Номінація |
| 2003 | Премія БАФТА                                            | Найкраща чоловіча роль другого плану                                                     | Ед Гарріс | Номінація |
| 2003 | Премія БАФТА                                            | Найкраща жіноча роль другого плану                                                       | Джуліан Мор | Номінація |
| 2003 | Премія БАФТА                                            | Найкраща музика до фільму                                                                | Філіп Ґласс | Перемога  |
| 2003 | Премія БАФТА                                            | Найкращий монтаж                                                                         | Пітер Бойл | Номінація |
| 2003 | Премія БАФТА                                            | Найкращий грим                                                                           | Івана Пріморак, Конор О'Салліван, Джо Аллен | Номінація |
| 2003 | Премія БАФТА                                            | Найкращий адаптований сценарій                                                           | Девід Хеа | Номінація |
| 2003 | Премія «Золотий глобус»                                 | Найкращий фільм — драма                                                                  | Стівен Долдрі | Перемога  |
| 2003 | Премія «Золотий глобус»                                 | Найкращий режисер                                                                        | Стівен Долдрі | Номінація |
| 2003 | Премія «Золотий глобус»                                 | Найкраща жіноча роль — драма                                                             | Ніколь Кідман | Перемога  |
| 2003 | Премія «Золотий глобус»                                 | Найкраща жіноча роль — драма                                                             | Меріл Стріп | Номінація |
| 2003 | Премія «Золотий глобус»                                 | Найкраща чоловіча роль другого плану — кінофільм                                         | Ед Гарріс | Номінація |
| 2003 | Премія «Золотий глобус»                                 | Найкращий сценарій                                                                       | Девід Хеа | Номінація |
| 2003 | Премія «Золотий глобус»                                 | Найкраща музика до фільму                                                                | Філіп Ґласс | Номінація |
| 2003 | Премія «Супутник»                                       | Найкращий драматичний фільм                                                              | | Номінація |
| 2003 | Премія «Супутник»                                       | Найкращий режисер                                                                        | Стівен Долдрі | Номінація |
| 2003 | Премія «Супутник»                                       | Найкраща жіноча роль у драматичному фільмі                                               | Ніколь Кідман | Номінація |
| 2003 | Премія «Супутник»                                       | Найкраща жіноча роль у драматичному фільмі                                               | Меріл Стріп | Номінація |
| 2003 | Премія «Супутник»                                       | Найкраща жіноча роль другого плану у драматичному фільмі                                 | Джуліан Мор | Номінація |
| 2003 | Премія Американського інституту кіномистецтва           | Фільм року                                                                               | | Перемога  |
| 2003 | Премія Гільдії кіноакторів США                          | Найкраща жіноча роль                                                                     | Ніколь Кідман | Номінація |
| 2003 | Премія Гільдії кіноакторів США                          | Найкраща жіноча роль другого плану                                                       | Джуліан Мор | Номінація |
| 2003 | Премія Гільдії кіноакторів США                          | Найкраща чоловіча роль другого плану                                                     | Ед Гарріс | Номінація |
| 2003 | Премія Гільдії кіноакторів США                          | Найкращий акторський склад в ігровому кіно                                               | | Номінація |
| 2003 | Премія «Аманда»                                         | Найкращий іноземний фільм                                                                | Стівен Долдрі | Перемога  |
| 2003 | Премія «Давид ді Донателло»                             | Найкращий іноземний фільм                                                                | Стівен Долдрі | Номінація |
| 2003 | Нагорода «Едді»                                         | Найкращий монтаж — драма                                                                 | Пітер Бойл | Номінація |
| 2003 | Премія Critics' Choice Movie Awards                     | Найкращий фільм                                                                          | | Номінація |
| 2003 | Премія Critics' Choice Movie Awards                     | Найкраща акторка                                                                         | Ніколь Кідман | Номінація |
| 2003 | Премія Critics' Choice Movie Awards                     | Найкращий акторський склад                                                               | Меріл Стріп, Ніколь Кідман, Джуліан Мор, Ед Гарріс, Клер Дейнс, Еллісон Дженні, Міранда Річардсон, Джон Сі Рейлі, Тоні Коллетт, Стівен Діллейн | Номінація |
| 2003 | Премія Critics' Choice Movie Awards                     | Найкращий композитор                                                                     | Філіп Ґласс | Номінація |
| 2003 | Премія GLAAD Media Awards                               | Найкращий фільм — широкий показ                                                          | Paramount Pictures | Перемога  |
| 2003 | Премія Golden Trailer Awards                            | Найкраща драма                                                                           | Giaronomo Productions | Перемога  |
| 2003 | Премія Golden Trailer Awards                            | Найкраще шоу                                                                             | Giaronomo Productions | Номінація |
| 2003 | Премія «Золотий жук»                                    | Найкращий іноземний фільм                                                                | Стівен Долдрі | Перемога  |
| 2003 | Discover Screenwriting Award                            |                                                                                          | Девід Хеа | Номінація |
| 2003 | Премія Гільдії артдиректорів США (ADG Award)            | Премія за відмінну роботу художника-постановника (сучасний фільм)                        | Марія Дюркович, Марк Раггетт, Нік Палмер, Джуді Рі, Джоанна Фолі, Стеліос Полічронакіс, Джон Номаркі, Річард Фойо                              | Номінація |
| 2003 | Премія Гільдії режисерів США (DGA Award)                | Премія за видатні досягнення режисера у художньому фільмі                                | Стівен Долдрі | Номінація |
| 2003 | Премія Гільдії сценаристів США                          | Найкращий адаптований сценарій                                                           | Девід Хеа | Перемога  |
| 2003 | Премія Інституту кіномистецтв Австралії (AACTA Award)   | Найкращий іноземний фільм                                                                | Скотт Рудін, Роберт Фокс | Номінація |
| 2003 | Премія Спілки кінокритиків Австралії (FCCA Award)       | Найкращий іноземний фільм                                                                | | Номінація |
| 2003 | Премія Товариства кастинг-директорів США (Artios Award) | Найкращий кастинг для фільму (драма)                                                     | Деніел Сві | Перемога  |
| 2003 | Премія Асоціації кінокритиків Чикаго                    | Найкраща акторка                                                                         | Ніколь Кідман | Номінація |
| 2003 | Премія Асоціації кінокритиків Чикаго                    | Найкраща акторка другого плану                                                           | Джуліан Мор | Номінація |
| 2003 | Премія Асоціації кінокритиків Чикаго                    | Найкраща музика                                                                          | Філіп Ґласс | Номінація |
| 2003 | Премія Deutscher Filmpreis                              | Найкращий іноземний фільм                                                                | Стівен Долдрі | Перемога  |
| 2003 | Кінофестиваль «Аутфест»                                 | Найкраща виконавиця жіночої ролі в художньому фільмі                                     | Меріл Стріп | Перемога  |
| 2004 | Премія «Боділ»                                          | Найкращий американський фільм                                                            | Стівен Долдрі | Номінація |
| 2004 | Нагорода Греммі                                         | Найкращий альбом, що є саундтреком до фільму, телебачення або іншого візуального подання | Філіп Ґласс | Номінація |
| 2004 | Премія «Роберт»                                         | Найкращий американський фільм                                                            | Стівен Долдрі | Перемога  |
| 2004 | Премія «Сезар»                                          | Найкращий фільм іноземною мовою                                                          | Стівен Долдрі | Номінація |
| 2004 | Премія Evening Standard British Film Award              | Найкращі технічні досягнення                                                             | Шеймас МакГарві | Перемога  |
| 2004 | Премія Лондонського Союзу кінокритиків                  | Фільм року                                                                               | | Номінація |
| 2004 | Премія Лондонського Союзу кінокритиків                  | Актор року                                                                               | Ед Гарріс | Номінація |
| 2004 | Премія Лондонського Союзу кінокритиків                  | Британський фільм року                                                                   | | Номінація |
| 2004 | Премія Лондонського Союзу кінокритиків                  | Британський актор року в ролі другого плану                                              | Стівен Діллейн | Номінація |
| 2004 | Премія Лондонського Союзу кінокритиків                  | Британський режисер року                                                                 | Стівен Долдрі | Номінація |
| 2004 | Премія Лондонського Союзу кінокритиків                  | Британський сценарист року                                                               | Девід Хеа | Перемога  |
| 2004 | Премія критиків Асоціації польських кінематографістів   | Золота стрічка (іноземний фільм)                                                         | Стівен Долдрі | Перемога  |
| 2004 | Премія Японської академії                               | Найкращий іноземний фільм                                                                | Скотт Рудін, Роберт Фокс | Номінація |
| 2004 | Гран-прі Бразильського кіно                             | Найкращий іноземний фільм                                                                | | Номінація |